# 製鞄
製鞄（せいほう）とは、鞄を製造・加工することである。

## 日本の主な製鞄メーカー
- 山一 (企業)
- エース
- 吉田カバン
- サザビー
- 一澤帆布工業　（2009年7月より休止中）
- 一澤信三郎帆布
- 松崎　（2010年5月に自己破産）
- 田中 豊享
- マスミ鞄嚢
- エンドー鞄
- マスミ鞄嚢
- 大峡製鞄
- ヘルツ
- 中村鞄製作所
- 土屋鞄製造所
- 須田帆布
- 帆布 牛や